# تسلیم بی‌قیدوشرط

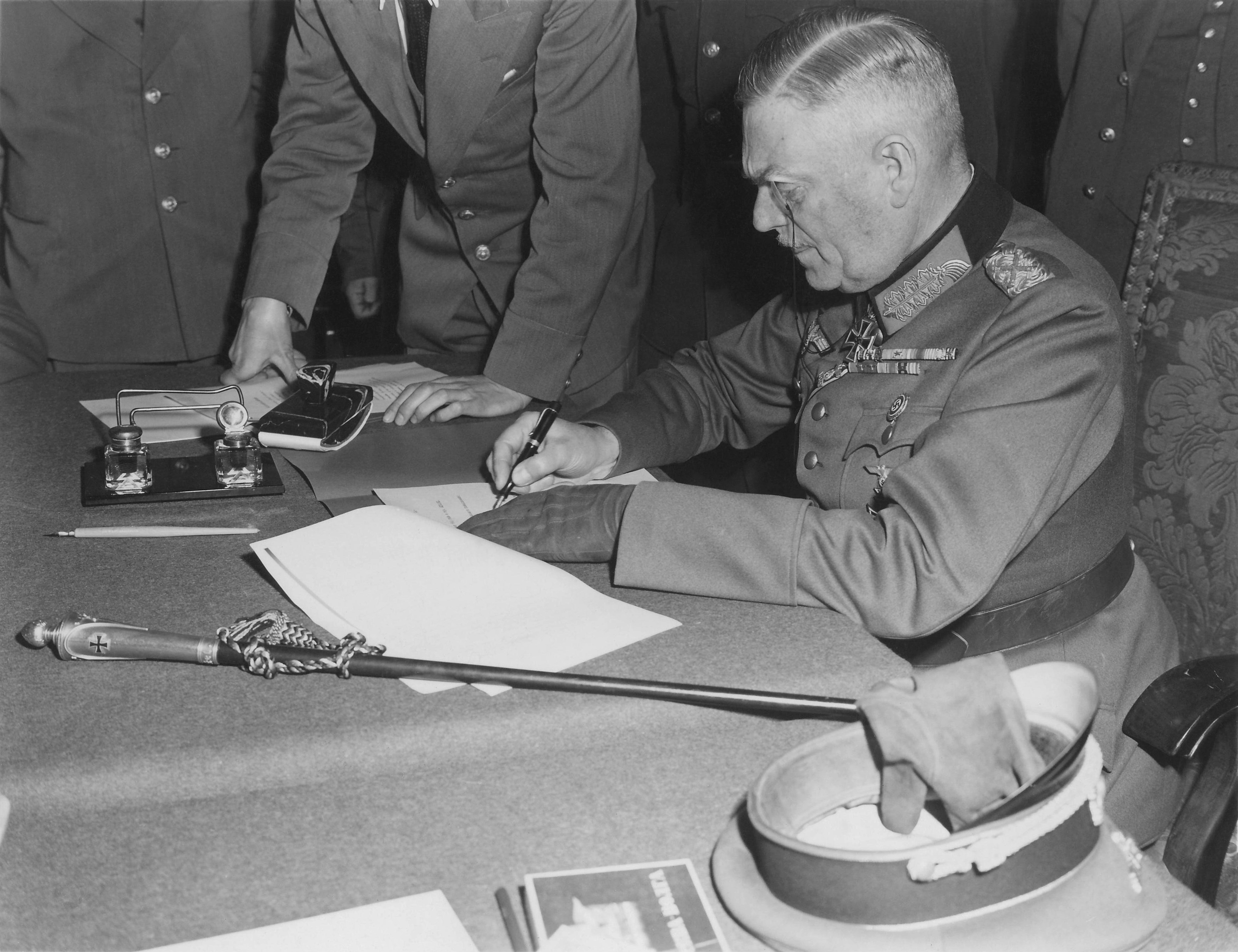
نگاره‌ای تاریخی از لحظهٔ امضای قرارداد تسلیم آلمان آلمان نازی توسط فیلد مارشال ویلهلم کایتل، فرمانده ستاد فرماندهی عالی ورماخت و وزیر جنگ رایش سوم در مقر ستاد ارتش سرخ در کارلسهورشت، برلین. لحظهٔ امضای سند ساعت ۲۳ و ۴۵ دقیقه‌ی شامگاه ۸ مه ۱۹۴۵ میلادی بهثبت رسیدهاست.

تسلیم بی‌قید و شرط (انگلیسی: Unconditional surrender) یکی از شیوه‌های خاتمه‌دادن به مخاصمات است که به موجب آن، هیچ حد و مرزی برای آزادی عمل طرف پیروز نسبت به سرنوشت دشمن شکست‌خورده تعیین نمی‌شود. شاید معروف‌ترین تسلیم از این نوع در تاریخ، تسلیم نیروهای محور در جنگ جهانی دوم باشد.